# Carola Soler
Carola Soler de Cavo (Valladolid, 31 de octubre de 1905 - Madrid, 16 de marzo de 1973) fue una escritora española de literatura infantil.

## Biografía
Se licenció en Historia en la Facultad de Filosofía y Letras de la Universidad de Valladolid. Maestra en la Escuela de la República, ejerció como Inspectora de Enseñanza Primaria toda su vida.
Escritora de referencia en la literatura infantil de los años 50 y 60 del siglo XX. Fue Premio Nacional de Narraciones Infantiles del año 1965.
Escribió cuentos y obras de teatro para niños. Sus publicaciones más conocidas fueron “El pájaro de nieve” en 1957, “Cuentos de mamá Cucharita” en 1962 y “El pájaro Pito” en 1964. Colaboró con el grupo teatral “El carro de la Farándula”.
También realizó innumerables traducciones al castellano de literatura infantil francesa y catalana, siendo “El zoo de Pitús” de Sebastiá Sorribas publicado por La Galera la obra más popular.
Profesional dedicada a la enseñanza colaboraba en distintas revistas pedagógicas e infantiles y escribió las letras de “Canciones escolares infantiles”, disco publicado en 1962. Publicó otros discos en colaboración con la compositora Victorina Falcó de Pablo.

## Distinciones
- Premio Nacional de Narraciones Infantiles (1965)

## Obras Publicadas
- El pájaro de Nieve. Aguilar. 1957.
- Juegos para todos. Aguilar. 1958.
- El libro de los juegos. Aguilar. 1960.
- El libro de la maestra parvularia. Dalmau Carles Pla. 1960.
- Cuentos de Mama Cucharita. Ediciones Cid. 1961.
- Más cuentos de Mama Cucharita. Ediciones Cid. 1961.
- Abecedario Musica Infantil. ESDE. 1962.
- Opera Infantil de Navidad (Coplas y Romances del Niño Jesús. Editorial Pax. 1962.
- Canciones Escolares Infantiles. ESDE. 1962.
- El pájaro Pito. Aguilar. 1964.
- Adaptación infantil de El Retablo de las Maravillas. 1970.
- Adaptación infantil de La elección de los Alcaldes. 1970.
- El libro del párvulo.
- El cuaderno del párvulo.
- Todo en frío para evitar peligros.
- Basilisa la tontuela y la bruja comesuela.
- Las cerezas de cinta.
- Tontuela y escobón.